# Кимико Мацудзака
Кимико Мацудзака (яп. 松坂 季実子 Мацудзака Кимико, 10 февраля или 21 октября 1969, Кобе) — японская порноактриса. Несмотря на короткую карьеру в порно (год и восемь месяцев), успела сняться в 21 фильме для компании Diamond Visual, тем самым подняв её на вершину экономического успеха. Именно с появлением Мацудзаки связывают рост популярности большегрудых порноактрис в начале 1990-х годов.
После окончания порнокарьеры стала работать в офисе.

## Биография
Кимико Мацудзака родилась в Кобе, по информации одних источников — 10 февраля, по информации других — 21 октября 1969 года. Она училась в женском университете Оцума, где её и нашёл известный японский порнорежиссёр Тору Мураниси, который был занят поиском молодых талантов для своей студии. В 1989 году Мацудзака подписала контракт с компанией Мураниси Diamond Visual (яп. ダイヤモンド映像 Дайямондо эйдзо:). Её сценическое имя стало комбинацией фамилии «Мацудзака», по имени известной японской актрисы Кэйко Мацудзаки, а имя «Кимико» было взято в честь Кимико Икэгами. Сообщалось, что объём её груди составлял 110,7 сантиметров, однако скорее всего это было своеобразное преувеличение, которое носило иронический подтекст: в японском языке «110» произносится как «ии о», а для цифры «7» используется буква катаканы «ナ» — «на», таким образом «110,7» — «ии о на» звучит сродни «ии онна» — «порядочная женщина». По утверждению Нобухиро Мотохаси, в реальности размер её груди превышал 90 см, но не достигал 100 см.
Дебютное видео Мацудзаки Dekkaino, Mekke! (яп. でっか～いの、めっけ!) стало хитом продаж и вынесло «Diamond Visual» на вершину коммерческого успеха, разойдясь тиражом в несколько тысяч копий вскоре после выхода в продажу 1 февраля 1989 года. «Diamond Visual», вдохновившись успехом, объявила первый день каждого месяца «днём огромных грудей» (яп. 巨乳の日 кёню: но хи) и на протяжении почти двух лет исправно выпускала в этот день новый фильм с Кимико. Второе видео с Мацудзакой, 1107 Millimeter Impression, накалило страсти вокруг «большегрудого бума» "Big Bust Boom" (яп. 巨乳ブーム "Kyonyu Boom") до предела.
В конце 80-х — начале 90-х Мацудзака появилась с Каору Куроки в серии видео, обучающих сексуальной технике, режиссёром всё так же выступил Тору Мураниси. Мацудзака стала известна как «королева порно», сообщив в интервью Associated Press, что получает в месяц сумму в пять раз большую, нежели среднестатистическая японка её возраста. Мацудзака заявила, что счастлива в своей карьере и рассматривает себя как пример успешной женщины.
Параллельно карьере в порно Мацудзака смогла завоевать известность в мейнстримовых медиа. Она озвучила несколько серий аниме Demon Beast Invasion, часто появлялась на страницах фотобуклетов и журналов, в том числе Popular Weekly (яп. 週刊大衆) и Tokyo Sports Newspaper (яп. 東京スポーツ新聞). Вместе с актёром Ласаллем Исии она записала альбом Soresore dousuruno? (яп. ソレソレどうするの?), который был издан 25 ноября 1990 года. Мацудзака появилась в нескольких телесериалах, а также регулярно участвовала в ток-шоу. Она также появлялась в развлекательных шоу, таких как All Night Fuji (яп. オールナイトフジ).
Последний порнофильм с участием Мацудзаки, Sexual Game, был выпущен в октябре 1990 года. Режиссёр Тору Мураниси назвал её уход из порно одной из худших новостей 1990 года. За год и восемь месяцев Кимико снялась в 21 порнофильме, за короткий срок сделав компанию Мураниси «Diamond Visual» одной из крупнейших порнокомпаний в Японии. Через год после ухода Мацудзаки «Diamond Visual» была объявлена банкротом.
Мацудзака продолжила сотрудничество с Мураниси после ухода из «Diamond Visual», снявшись вместе с Каору Куроки в порнофильме Daikyonyuu: Noshikakaru (яп. 大巨乳　のしかかる),, а также сняла сольный фильм Daikyonyuu: Kaikan Shibori (яп. 大巨乳　快感絞り), который был выпущен в марте 1991 года.
Покинув порноиндустрию, Мацудзака вместе с Каору Куроки открыла в токийском квартале Акасака клуб под названием «Milk Hall» («Молочный зал»). С весны 1991 года она перестала появляться на публике, ссылаясь на проблемы в личной жизни. Позже в прессу просочилась информация, что она стала работать в офисе.